# Elecciones generales de Bolivia de 1855
El 12 de marzo de 1855, el Presidente de Bolivia de ese entonces Manuel Isidoro Belzú, mediante un decreto supremo convocó a elecciones presidenciales en el país a realizarse el 1 de mayo de ese año. 

## Candidatos
Para las elecciones de ese año, se presentaron tres candidatos. 
- Jorge Córdova (como candidato oficialista del gobierno y yerno del presidente Belzú)
- José María Linares (incansable político opositor a Belzú)
- Celedonio Ávila (militar con el grado de general con un cierto liderazgo político).
- Gonzalo García Lanza (militar con el grado de general con un cierto liderazgo político).

## Resultados
Los resultados demostraron que Jorge Córdova había ganado las elecciones con 9388 votos (67,9 %). En segundo lugar había salido Linares con 4119 votos (29,8 %), en tercer lugar Ávila con apenas 300 votos (2,1 %), y en cuarto lugar Laza con solo 282 votos (1,82 %). El ganador sería posesionado en la presidencia para el 15 de agosto. Los perdedores de estas elecciones, jamás reconocieron el triunfo de Córdova y señalaban que las elecciones eran ilegales y manipuladas. A futuro, este sería una excusa más para seguir conspirando contra el nuevo gobierno y para continuar promoviendo más levantamientos militares y rebeliones populares en diferentes partes del país.
En cambio la opinión pública juzgó que su elección fue válida e indiscutible por lo que se le denominó transmisión legal.
- Datos: Q111688371